# Frédéric de Thoms
Frédéric, comte de Thoms (né en 1669 à Gießen, mort en 4 septembre 1746 à Leyde), est un collectionneur allemand d'œuvres d'art.

## Biographie
Né sous le prénom Friedrich en 1669 à Gießen, dans l'actuel Land de Hesse, il est le fils d'un tavernier. Il perd sa mère à l'âge de trois ans. Son grand-père, le professeur F. Nitzsch, le prend alors sous son aile et le dirige vers des études à l'Université de Gießen. Ambitieux, le jeune Friedrich s'invente une ascendance aristocratique française et passe en 1712 sa thèse de doctorat, intitulée De rebus sub lege commissaria delatis. En 1715, il rédige une biographie du roi Louis XIV de France, qui vient de mourir.
Ses liens avec les cercles diplomatiques lui permettent de voyager en Europe, notamment à Londres, où il devient en 1719 le secrétaire du roi George Ier. En Angleterre, il fait fortune par le jeu et par la spéculation auprès de la Compagnie de la mer du Sud. Il voyage ensuite en Italie et s'établit à Naples, où il entre au service du roi Charles VII, futur Charles III d'Espagne. Il est admis à l'Académie étrusque de Cortone et reçoit le titre de comte en 1737. Comme c'est la mode à l'époque dans les cercles aristocratiques, il se met à collectionner des antiquités.
Après son séjour en Italie, de Thoms s'installe à Leyde, où il épouse en 1741 Joanna Maria Boerhaave, fille et héritière du célèbre médecin Herman Boerhaave, mort trois ans plus tôt. Elle lui donne deux filles : Sibylla Maria, née en 1712, et Hermina Jacoba, née en 1714. Il divise sa collection entre son hôtel particulier sur le canal du Rapenburg et le château d'Oud Poelgeest, dans le village voisin d'Oegstgeest. Il s'attelle alors à publier sa collection et fait préparer une série de gravures, mais meurt brutalement en 1745. 
Sa collection est vendue pour 30 000 florins au stathouder Guillaume IV d'Orange-Nassau. En 1795, les collections de la famille d'Orange-Nassau sont saisies par les troupes françaises révolutionnaires et rejoignent le musée du Louvre. En 1815, à la défaite de Napoléon Ier, la majorité de ces collections revient aux Pays-Bas, où elle est conservée dans différents musées, à Amsterdam, La Hague et Leyde.